# South Dennis
South Dennis ist ein census-designated place (CDP) im Ort Dennis im Barnstable County in Massachusetts in den Vereinigten Staaten. Die Bevölkerungszahl betrug 3.899 nach dem Zensus von 2020.

## Geografie
Nach dem United States Census Bureau hat der CDP eine Gesamtfläche von 12,3 km², 11,8 km² davon ist Land und 0,5 km² davon ist Wasser.

## Bildung
Die N. H. Wixon Middle School (Klassen 4 – 8) ist eine öffentliche Middle School in South Dennis in Massachusetts am Cape Cod.